# ヴォーノ・イタリア
ヴォーノ・イタリアは、株式会社NUKコーポレーション（旧、株式会社エムグラント・フードサービス）が運営するファミリーレストランチェーン。2018年7月までは株式会社ル・クールが運営していた。

## 沿革

### 株式会社ル・クール時代
- 1997年2月 - ル・クール創業
- 1999年7月 - 有限会社ル・クール設立
- 2009年11月 - 名古屋市に「ヴォーノ・イタリア」開店
- 2009年12月 - 本社を名古屋市西区へ移転
- 2018年8月 - 「ヴォーノ・イタリア」事業を株式会社NUKコーポレーションへ譲渡し、事業停止。債務処理を弁護士に一任[1][2]

### 株式会社NUKコーポレーション時代
- 2012年7月24日 - 設立。
- 2018年8月1日 - 株式会社ル・クールから「ヴォーノ・イタリア」事業を譲受。

## 店舗ギャラリー

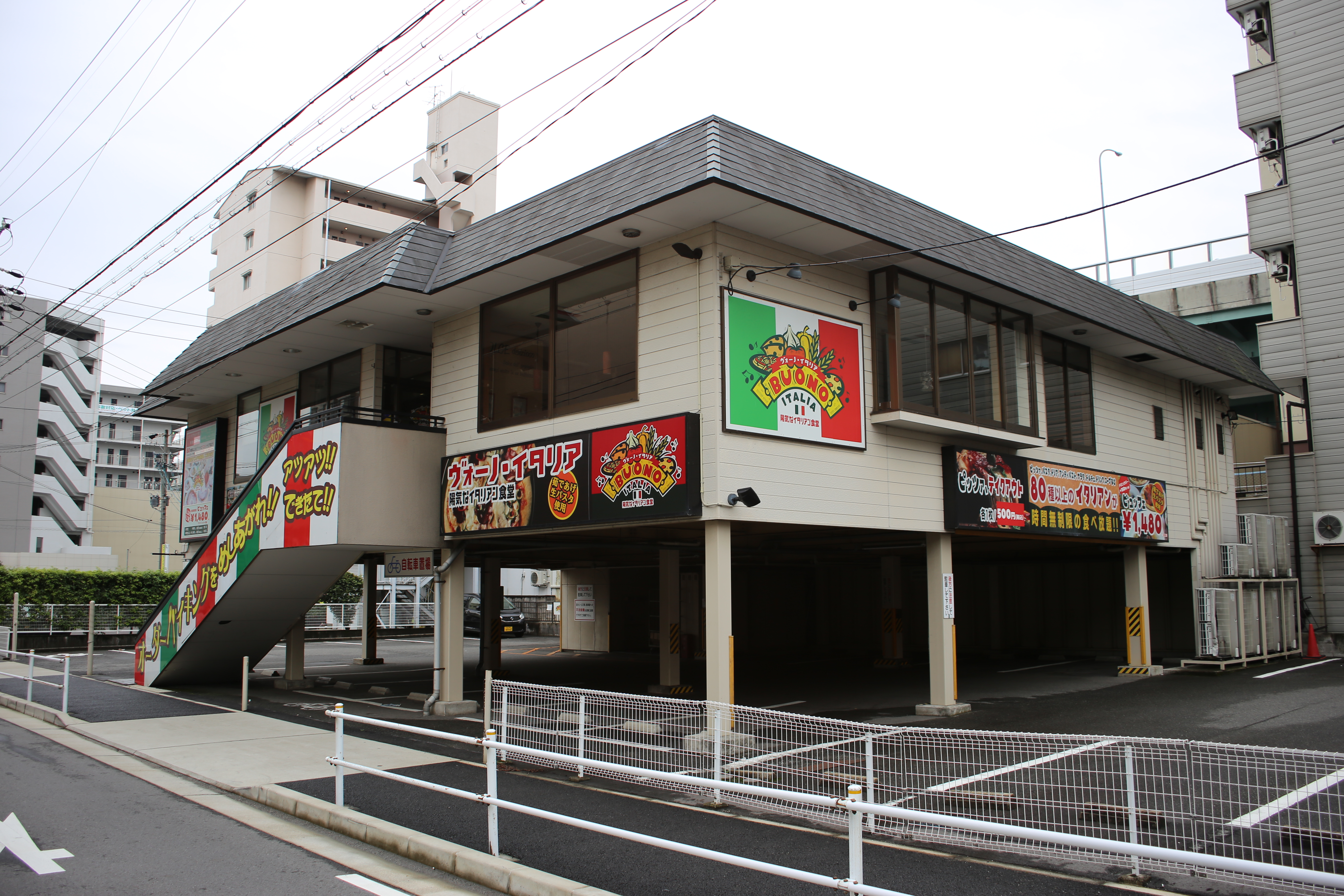
ヴォーノ・イタリア黒川店（2016年8月、閉店済）
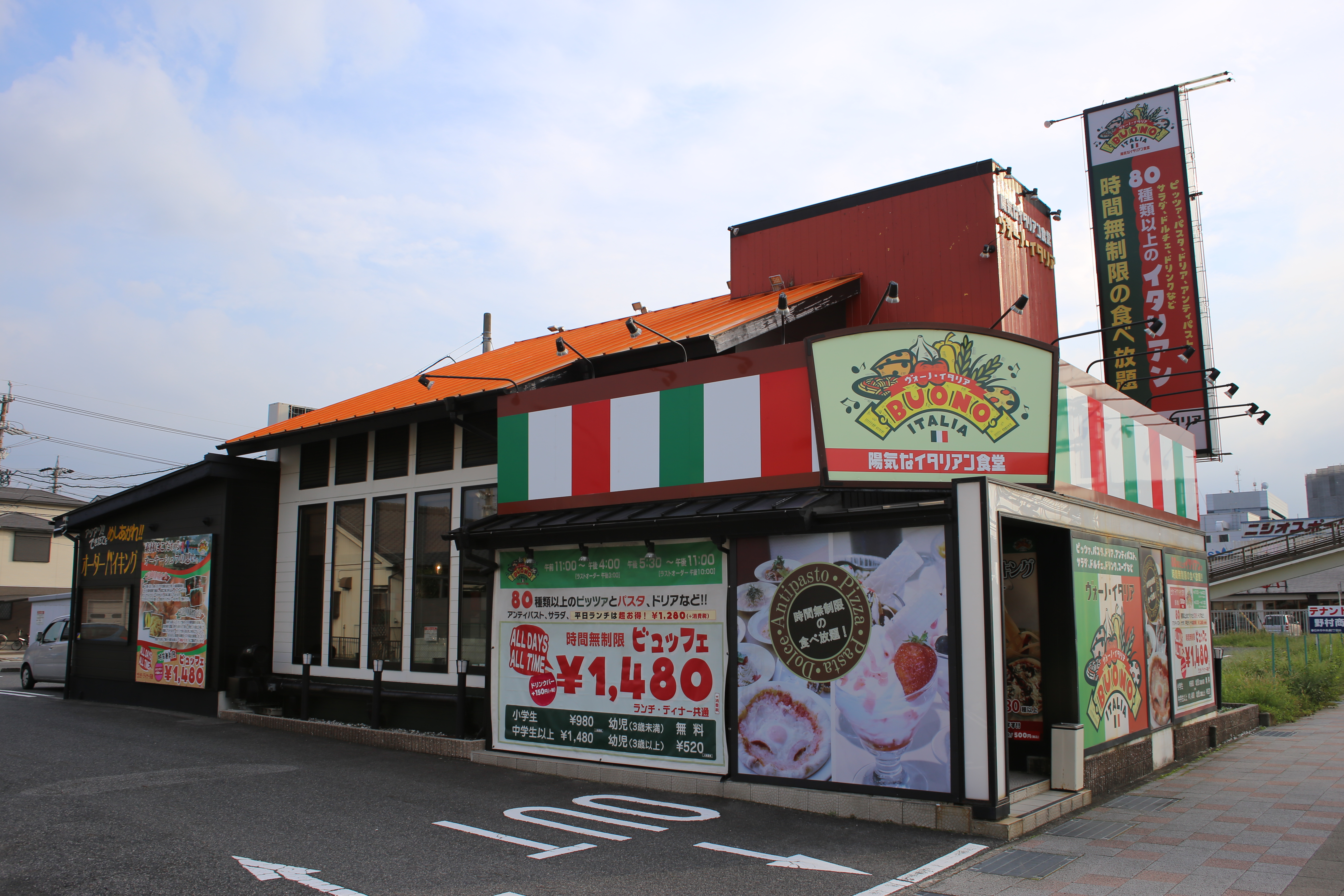
ヴォーノ・イタリア春日井店（2016年9月、閉店済）